# Lucía López
Lucía Verónica López Guerra (Concepción, 2 de diciembre de 1973) es una periodista y presentadora de televisión chilena. Ha trabajado en radio, prensa escrita, producción de espectáculos y televisión. 

## Biografía

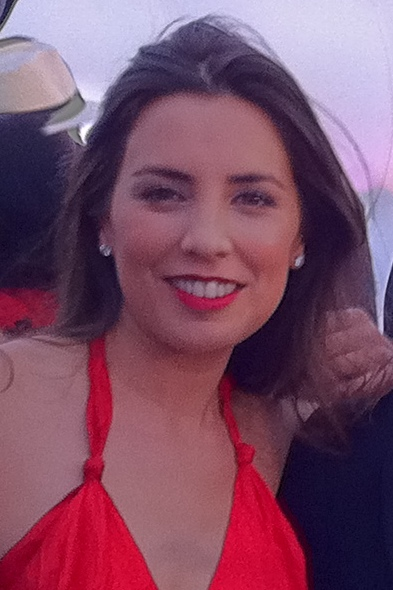
López en 2011.

Es sobrina y ahijada del exfutbolista Carlos Caszely.
Primero estudió derecho. Cuando ya cursaba segundo año de Periodismo en la Universidad del Desarrollo de Concepción, y mientras todos estaban de vacaciones, comenzó su inquietud por la radio. Primero reporteó para Radio Chilena, luego fue corresponsal para Rock & Pop en la ciudad penquista, para finalmente ser trasladada a Santiago donde su carrera avanzó hasta ser Productora general de la radio, siendo la primera productora del ciclo Raras tocatas nuevas por el que pasó la mayoría de los grandes artistas y bandas nacionales de la época. También escribió para la revista Rock & Pop. Dos de sus entrevistas fueron parte de la antología En busca de la música chilena (2013), del musicólogo Juan Pablo González y el escritor José Miguel Varas.
Durante los años 1990 también estuvo en el Canal Regional, escribió en el desaparecido suplemento Zona de Contacto de El Mercurio y en La Tercera, ahí comenzó a establecer lazos con artistas chilenos por lo que tras la salida de Rock & Pop, se dedicó a la gestión cultural y dirección de comunicaciones para eventos con artistas locales e internacionales, fundaciones y productoras. Fue tour manager de La Pozze Latina para la gira del álbum Desde el mundo de los espejos, que incluía singles como Chica Eléctrica, hizo la difusión del regreso de Fulano, del Concierto Artistas por la Democracia realizado en el Parque Forestal, para la segunda vuelta de las presidenciales entre Ricardo Lagos y Joaquín Lavin, del multiconcierto Con Víctor Jara siempre, organizado por la Fundación Victor Jara y para el ciclo de Conciertos Latinos en vivo, entre otros.  
Fue encargada del área de comunicaciones de El Gran Circo Teatro, del reconocido director y dramaturgo, Andrés Pérez y Directora de Extensión y Comunicaciones de la Escuela Moderna de Música, donde se relacionó con nuevos géneros, organizando ciclos de conciertos de jazz y música clásica, en especial, con compositores chilenos vivos. 
Lucía incursionó en la televisión abierta comentando espectáculos para SQP de Chilevisión. Paralelamente participó como panelista junto a Ítalo Passalacqua en el matinal Gente como tú y tiempo después se integró a En portada de UCV Televisión, donde inicia una ascendente carrera televisiva. Tras tres meses de dedicarse a comentarios de espectáculo internacional es contratada como rostro estable del panel del programa de Televisión Intrusos de La Red y un fugaz paso como conductora del programa After Office de Radio Agricultura junto a Gonzalo Feito.
Al año siguiente, durante 2010 es contratada por Canal 13 para ser comentarista de espectáculos de Bienvenidos y de Alfombra roja, donde asume la conducción a los pocos meses, junto a Cristián Pérez, y se consagra como animadora de televisión. Posteriormente participaría como invitada y conductora en diversos programas de televisión como Talento Chileno, Switch, Primer Plano y la gala de Viña del Mar. Fue comentarista de los Festivales de Viña del Mar para los departamentos de prensa de Canal 13 y Chilevisión. También participó como conductora de programas de denuncia como Consumo Cuidado (Chilevisión) y Acosados (TVN).
En marzo de 2014 regresa a la radio como conductora del programa de música y actualidad El Pulso de Radio Universo, donde se mantiene hasta el 2015. Siempre ha reconocido que la radio es su medio favorito y fue para ADN que crea el primer programa en medios de alcance nacional dedicada a visibilizar liderazgos femeninos y denunciar las brechas de género. El programa Agenda de Género se mantuvo tres años en radio ADN transformándose en un referente en la materia. En ADN también participa del programa de análisis de la contingencia, La Pauta B, y junto a la periodista Andrea Obaid, crea el programa Tu Nuevo ADN dedicado a la promoción de los ODS. 

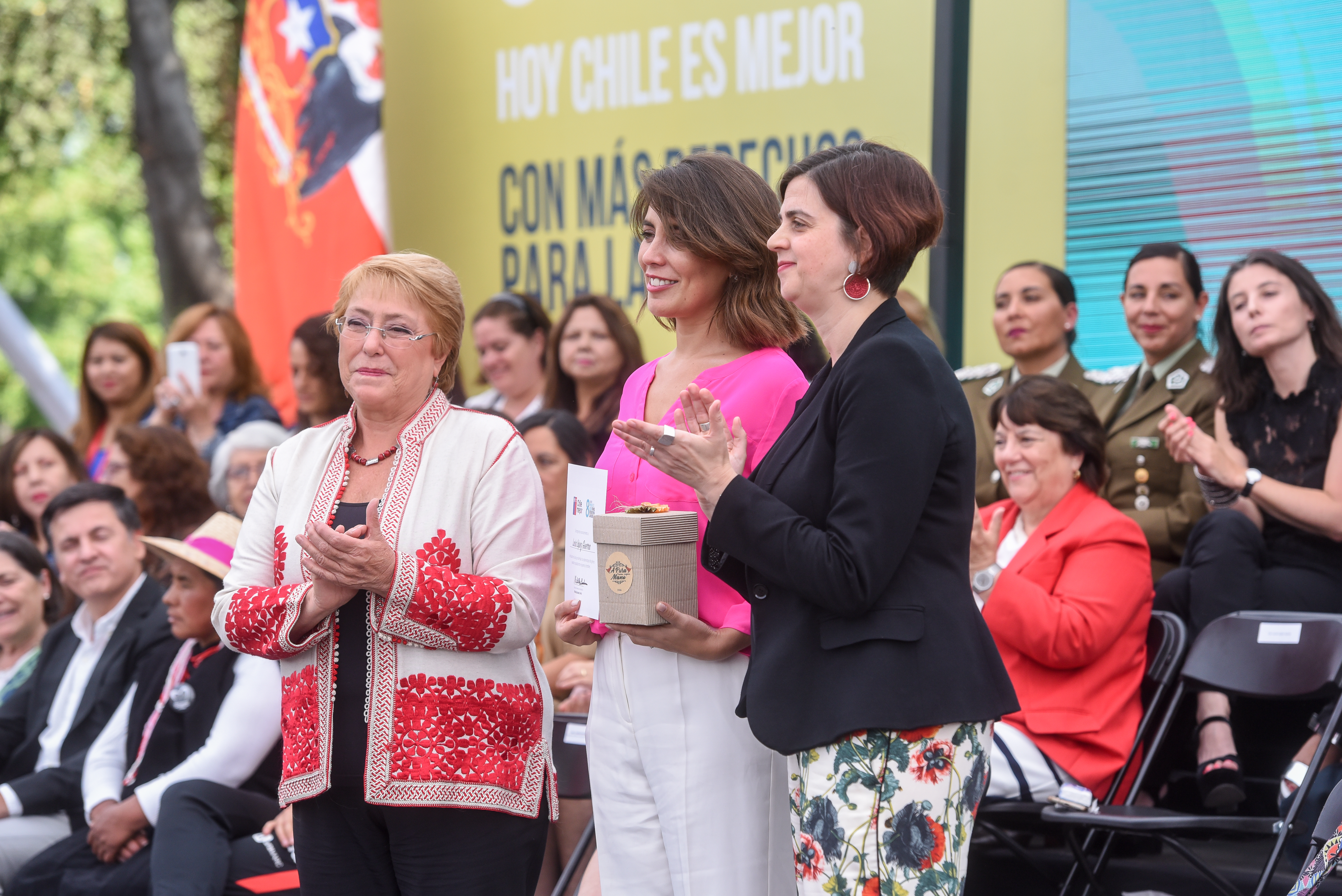
López (al centro) en una actividad junto a Michelle Bachelet y la ministra de la Mujer Claudia Pascual.

En 2020, Lucía deja ADN para asumir la co-conducción del programa de actualidad Estación Central, junto a Marcelo Alvarado. El programa Agenda de Género continúa con ciclos que s emiten a través de las RRSS del espacio, de Radio Usach y Stgotv. 
Durante los años 2019-2020 fue Directora de la Fundación Niñas Valientes. Desde la misma fecha se desempeña como evaluadora de proyectos PME para la Iniciativa Científica Milenio/ANID, Ministerio de Ciencias, tecnología, conocimiento e innovación.  
El año 2020 también ingresa al Magister en Ciencias de la Comunicación con especialidad en Comunicación Pública en la USACH. 
Desde el año 2013 participa en campañas por una nueva Constitución, una de las razones por las que decide inscribirse como candidata independiente a las elecciones de convencionales constituyentes de 2021 por el distrito 10 (Ñuñoa, Providencia, Santiago, Macul, San Joaquín y La Granja), formando parte del pacto Lista del Apruebo, no resultando electa.

### Participación enMi nombre es
El 12 de julio de 2012, audicionó en la tercera temporada del programa Mi nombre es..., donde participó imitando a Cecilia Pantoja, pasando a la Final del día pero no quedando clasificada para la semifinal del concurso. Más tarde fue llamada para el Repechaje, donde pasó a la instancia final, pero nuevamente no quedó clasificada para la semifinal.
| Etapa         | Fecha de emisión    | Presentación               | Resultado   |
| ------------- | ------------------- | -------------------------- | ----------- |
| Audición      | 12 de julio de 2012 | «Aleluya»                  | Clasificada |
| Final del día | 12 de julio de 2012 | «Dilo calladito»           | Eliminada   |
| Duelos        | 26 de julio de 2012 | «Aleluya»                  | Clasificada |
| Final del día | 26 de julio de 2012 | «Baño de mar a medianoche» | Eliminada   |

## Filmografía

### Programas
| Año               | Programa         | Rol                  | Canal(es)      |
| ----------------- | ---------------- | -------------------- | -------------- |
| 2008              | SQP              | Comentarista         | Chilevisión    |
| 2008              | Gente como tú    | Comentarista         | Chilevisión    |
| 2009              | En portada       | Encargada de sección | UCV Televisión |
| 2010              | Intrusos         | Opinóloga            | La Red         |
| 2011              | Bienvenidos      | Opinóloga            | Canal 13       |
| 2011-2013         | Alfombra roja    | Conductora           | Canal 13       |
| 2014              | Primer plano     | Conductora           | Chilevisión    |
| 2015              | Talento chileno  | Jurado               | Chilevisión    |
| 2015              | Consumo cuidado  | Conductora           | Chilevisión    |
| 2017              | Doble tentación  | Invitada             | Mega           |
| 2017              | Mucho gusto      | Panelista            | Mega           |
| 2018              | The Switch 2     | Presentadora         | Mega           |
| 2019              | Acosados         | Conductora           | TVN            |
| 2020 - Actualidad | Estación Central | Co-animadora         | Santiago TV    |

### Series de televisión
| Año  | Teleserie         | Rol                 | Canal    |
| ---- | ----------------- | ------------------- | -------- |
| 2011 | Asesora sin hogar | Ernestina Dickinson | Canal 13 |
| 2015 | Operación Toy Boy | Sofía               | YouTube  |

## Historial electoral

### Elecciones de convencionales constituyentes de 2021
- Elecciones de convencionales constituyentes de 2021, para convencional constituyente por el distrito 10 (La Granja, Macul, Ñuñoa, Providencia, San Joaquín y Santiago)[3]

|  | 12,3 % |

|  | 9,3 % |

|  | 7,5 % |

|  | 5,1 % |

|  | 4,5 % |

|  | 4,4 % |

|  | 3,4 % |

|  | 2,9 % |

|  | 2,5 % |

|  | 2,4 % |

|  | 1,8 % |

|  | 1,6 % |

|  | 0,9 % |

|  | 0,7 % |

|  | 0,5 % |